# 香林坊東急スクエア
香林坊東急スクエア（こうりんぼうとうきゅうスクエア）は、石川県金沢市香林坊にある複合商業施設（ファッションビル）である。旧名称はKOHRINBO109（コウリンボウイチマルキュー、香林坊109）。TOKYUポイント加盟店。

## 概要

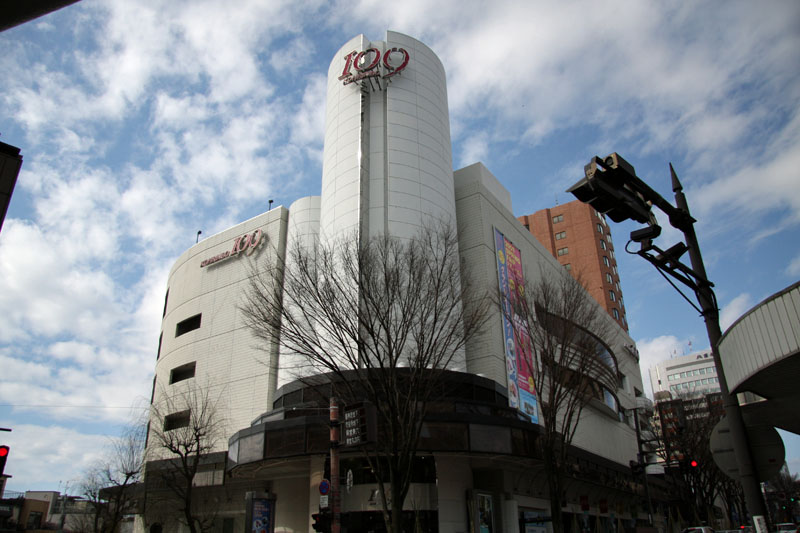
旧KOHRINBO109時代
（2009年3月1日）

前身のKOHRINBO109は、1985年（昭和60年）9月21日に金沢市中心部の香林坊地区に開業した施設で、109の地方出店1号店であった。1970年代から進められてきた香林坊市街地再開発計画の一環で整備され、北側に隣接する金沢東急ホテルとともに開業した。
石川県内唯一のミニシアター「シネモンド」（1998年12月19日開館・定員91人）を設置している。
開業から30年を経た2016年（平成28年）4月28日、10代から20代の女性を中心とした若者だけでなく、40代の男女まで取り込む客層の拡大を目的に、改装を行い香林坊東急スクエアに改称し地下1階〜2階を中心に先行リニューアルオープン、同年10月28日に全面改装完了。東急モールズデベロップメントが展開する商業施設「東急スクエア」の地方初進出となった。
店舗は一部を除き、KOHRINBO109時代より大幅にリニューアルされた。中でもハンズは北陸地方で初出店となり、香林坊東急スクエアの開業後の同年10月28日にオープンした。KOHRINBO109時代には「トラックマーケット」として期間限定で出店したことはあったが、東急ハンズの未出店地域への進出の一環としてオープンした。
2020年代に入ってからは売り上げが落ち込み、施設は2025年に東急モールズデベロップメントから地方不動産再生事業者「リオ・ホールディングス」に売却された。

## 主なテナント
現在のテナントの詳細は、公式サイトのフロア案内を参照。
- 4階 - シネモンド （ミニシアター）、レストランなど
- 3階 - ユニクロ（メンズ・レディス・キッズ・ベビーファッション）、ザ・スーツカンパニー（メンズ・レディスファッション）、ヴィレッジヴァンガード（雑貨）
- 2階 - ABCマート プレミアステージ（レディス・メンズ・キッズシューズ）
- 1階 - スターバックスコーヒー（カフェ）など
- グランドフロア (GF) - ハンズ（雑貨）（常設店としては北陸初進出）、マルエーmini(スーパーマーケット）
- 地下1階 - うつのみや（書籍・文具、事実上の本店となっている）、金澤文豪カフェあんず（カフェ）
- 地下2階 - 駐車場
- 地下3階 - 駐車場

## 交通アクセス
路線バス

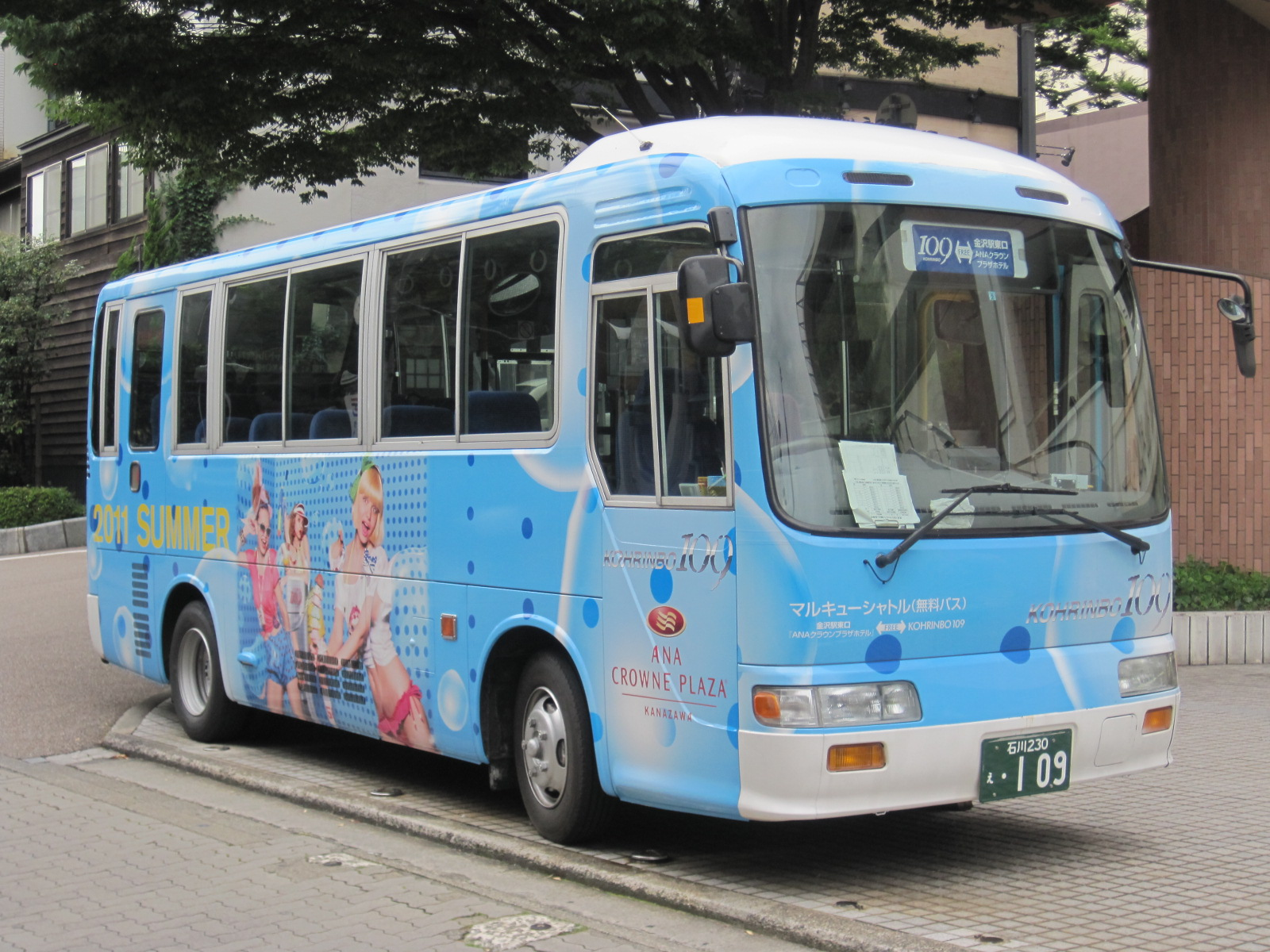
マルキュー・シャトル専用車両
(2011年7月31日)

- 北鉄バス・西日本ジェイアールバス 香林坊バス停下車

### マルキュー・シャトル
KOHRINBO109時代には、
春のリニューアルに合わせて2011年3月5日から、金沢駅と店舗を結ぶ無料送迎バス「マルキュー・シャトル」を運行開始。土日祝日限定で、10時から19時までの間、38人乗りの専用車両が1日9往復していた。
KOHRINBO109と金沢駅東口・ANAクラウンプラザホテル金沢を結んでいた。シャトルバスの運行は京福リムジンバスに委託。専用のラッピングバス（日野・リエッセ）が用意され、希望ナンバーで「109」を取得していた。
「マルキュー・シャトル」は、東急スクエアへのリニューアルオープン前に廃止されている。